# 阿勒清阿
阿勒清阿（穆麟德轉寫：alcingga，？—1851年），滿洲正黃旗，博爾濟吉特氏，清朝政治人物、清朝刑部尚書。諡愨慎。
嘉慶10年都察院筆帖式，嘉慶18年刑部主事，嘉慶二十一年，任刑部員外郎。嘉慶二十二年，升任刑部郎中。道光三年，任直隸口北道。道光七年，任廣東布政使。道光十年，任刑部右侍郎、山西巡撫。道光十二年，任科布多參贊大臣。道光十二年十二月二十七，调任廣西按察使。道光十五年二月初七（1835年3月5日），升任广东布政使。道光十八年，任左副都御史。道光十九年，任鑲白旗蒙古副都統。道光二十年，任熱河都統，署熱河都統，后兼正紅旗蒙古都統。道光二十二年，任正紅旗漢軍都統。道光二十四年，任崇文門監督。道光二十八年，任太子太保，任經筵講官。道光三十年，署鑲白旗蒙古都統。咸豐元年，署鑲紅旗滿洲都統。